# Pont du Bonhomme
Vous lisez un « bon article » labellisé en 2014.
Le pont du Bonhomme est situé dans la région de Lorient, en France. Il relie les villes de Kervignac et de Lanester en franchissant le Blavet et remplace un bac utilisé depuis le XVIIe siècle. Son emplacement à l'entrée de la vallée est choisi de façon à permettre aux bateaux à voile de continuer à desservir la commune d'Hennebont située en amont.
Le premier ouvrage est un pont à haubans et tablier en poutre en treillis, fabriqué entre 1900 et 1904 par Ferdinand Arnodin. Plusieurs fois endommagé pendant la Seconde Guerre mondiale, il est remis en état après le conflit et exploité jusqu'en 1974. Il est ensuite démoli, à l'exception de ses deux piliers, et remplacé par un second ouvrage de Jacques Mathivat qui reprend la technique du pont à poutres.

## Toponymie
Le nom est celui d'un rocher situé sur la rive gauche du Blavet, côté Kervignac, qui, vu d'un certain point, rappelle une forme humaine. Le toponyme en breton, « Roch ar Boulom », reprend cette signification,.

## Historique

### Avant le pont
La présence d'un bac permettant de franchir le Blavet entre le sud de Caudan et l'ouest de Kervignac est attestée dès 1681. Il est alors connu indifféremment sous le nom de passage « de la Couthume », ou « du Bonhomme » du nom d'un lieu-dit situé à proximité sur la rive de Kervignac. Au cours du XIXe siècle, il connaît une période de déshérence en raison de l'absence de chemins d'accès appropriés. Les différentes adjudications lancées à cette époque pour son exploitation ne remportent qu'un faible succès, car les voyageurs peuvent emprunter, en amont, le pont d'Hennebont ou, en aval, d'autres bacs reliant immédiatement le quartier de Pen-Mané à Riantec au centre de Lorient.
Plusieurs mesures sont envisagées pour relancer sa fréquentation. Le conseil général du Morbihan demande en 1874 qu'il soit agrandi pour permettre le passage de charrettes, mais, après avoir étudié le projet, l'ingénieur des ponts et chaussées souligne l'absence de voiries appropriées pour le réaliser. Une participation financière est alors demandée aux deux communes riveraines — 5 600 francs à Caudan et 13 600 francs à Kervignac —, mais est refusée par leurs conseils municipaux. La suppression du bac est finalement arrêtée le 14 août 1889 sur décision ministérielle.

### Premier projet de pont
Le premier projet de pont enjambant le Blavet à cet endroit est réalisé par l'ingénieur Noyon en 1849. Son coût est estimé à 215 000 francs, hors la création des voies d'accès. L'État promet une subvention de 75 000 francs, le solde étant pris en charge par les collectivités locales.
Ce projet inclut aussi le classement en route départementale du chemin reliant Lorient à Merlevenez. Cette condition est approuvée dès fin 1849 par les conseils municipaux de Kervignac et de Caudan, mais le conseil municipal d'Hennebont s'y oppose. Ne trouvant pas son intérêt commercial à ce que cette route l'évite, il transmet ses réserves au préfet, arguant du coût élevé du projet qui sera finalement abandonné.

### Construction du premier pont
Un second projet est élaboré dans les dernières années du XIXe siècle. « [Lorient] est gêné dans son développement par la difficulté de communiquer facilement avec les campagnes qui l'environnent et qui concourent à son approvisionnement. Les communes situées sur la rive gauche du Blavet (...), qui représentent une population de près de 20 000 habitants, ne peuvent pas communiquer par terre avec Lorient sans faire un long détour et passer par Hennebont où se trouve le premier pont lancé sur le Blavet, en amont du viaduc du chemin de fer » écrit la revue Le Génie civil le 4 février 1905.
Une nouvelle fois, la municipalité d'Hennebont, où se situe le pont le plus proche, considère que cette construction menace ses activités commerciales. Consultée sur le sujet, elle montre son opposition lors du conseil municipal du 31 mai 1895 et demande que le pont atteigne plus de 30 m de haut pour permettre le passage des plus hauts bricks jusqu'au port de Locoyarne où s'est développé un commerce de charbon et de bois de mines. Elle espère ainsi rendre le coût de construction trop élevé et faire annuler le projet. Les ingénieurs chargés du projet passent outre et fixent la hauteur à 26 m au-dessus des plus hautes marées.
La construction du pont est définitivement actée et, le 17 avril 1900, la société de Ferdinand Arnodin obtient la concession d'exploitation. L'ouvrage est construit entre 1903 et 1904. Les épreuves de résistance, qui se déroulent du 7 au 11 novembre 1904, sont concluantes, ce qui permet l'ouverture du pont à la circulation dès cette date.

### Exploitation

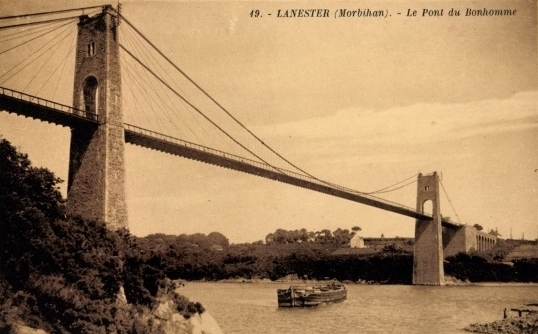
Vue du pont en 1904.

Les premiers mois d'exploitation sont décevants. La recette mensuelle n'atteint pas 400 francs au lieu des 2 000 francs espérés. L'exploitant met en cause l'état des chemins d'accès à l'ouvrage. Les villes prennent en charge leur entretien, mais, en raison des coûts élevés, leurs conseils municipaux demandent en 1922 à ce que ces voies soient classées d'intérêt général.
Après la Première Guerre mondiale, l'exploitant cherche à obtenir une hausse des droits de passage. En effet, le conflit a entraîné une hausse conséquente du prix des matériaux d'entretien et d'autres transports ont obtenu des hausses similaires (150 % de plus pour les chemins de fer, triplement pour le tramway de Lorient). Cependant, il ne parvient pas à avoir l'accord des villes concernées, malgré le soutien de la CCI de Lorient, et n'obtient qu'une légère hausse limitée aux voitures et aux chevaux.
Devant ces problèmes, l'exploitant commence à évoquer au début des années 1920 le rachat du pont par le conseil général du Morbihan, solution qui est finalement mise en œuvre. Le 25 septembre 1929, le principe du rachat pour 170 000 francs est voté. Les droits de passage sont abolis en 1930 et la propriété est effectivement transférée au département en 1936.
L'ouvrage, endommagé par l'armée française en juin 1940 à la suite de l'avancée des troupes allemandes, est rapidement réparé par l'occupant qui l'utilise pour le transit de ses véhicules. Le 30 septembre 1941, l'ingénieur des ponts et chaussées estime que l'ouvrage est en bon état, sa structure n'ayant pas été touchée. Partiellement détruit en 1944, le pont est réparé en 1945 et complètement restauré en 1947.
Après-guerre, la capacité de l'ouvrage atteint ses limites avec le développement du trafic routier et un second pont est ouvert en 1974. L'ouvrage initial reste dans un premier temps ouvert aux seuls piétons, avant d'être finalement interdit en raison de son état. Le tablier est démonté en 1979 et seules les deux piles sont conservées.

### Second pont
Le travail sur le projet du nouveau pont commence au début des années 1970. Un premier projet est présenté par la commission départementale des sites en janvier 1972. Il envisage un pont à béquilles en béton, comportant une travée centrale d'environ 200 mètres pour une longueur d'environ 560 mètres, et situé 100 mètres en aval du premier pont. C'est finalement un pont de ce type, mais situé à 15 mètres en amont de l'ancien pont, qui est retenu.
L'ouvrage est ouvert le 4 août 1974. En 2017, il voit passer 16 000 véhicules par jour.
En 2020, des travaux de rénovation sont réalisés sur le pont pour un budget de 2 millions d'euros. La largeur des voies automobiles est réduite à 5,8 m, afin d'y ajouter une piste cyclable et piétons séparée de chaque côté. Des feux de circulation sont introduits de chaque côté du pont pour réguler le trafic en cas de croisement de camions,.

## Caractéristiques

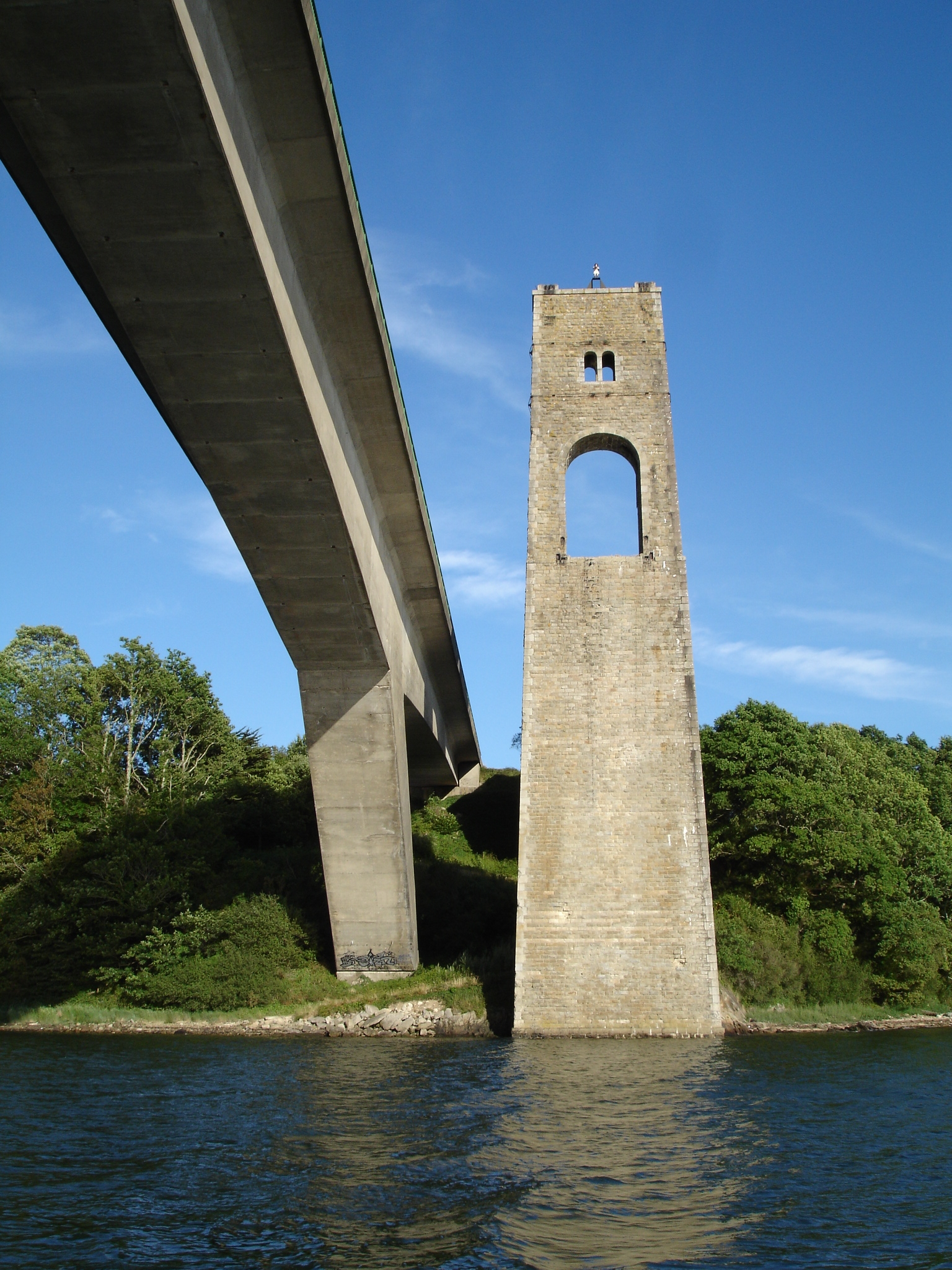
Pont du Bonhomme actuel et pile de l'ancien pont, surmontée par un bonhomme.

### Localisation

Le pont dans le réseau de transport de la région de Lorient.

Ce franchissement du Blavet est situé à la jonction de deux zones géologiques distinctes. En aval, la zone est constituée d'un sous-sol fait de micaschistes et de sédiments quaternaires, offrant une faible résistance à l'érosion, et constituant une importante vallée dont les rives sont bordées de larges vasières. En amont, le sous-sol est constitué de granite plus résistant à l'érosion et présentant des berges bien plus encaissées.

### Premier pont
La technique du pont à haubans est commune à de nombreux autres ouvrages construits en Bretagne à cette époque pour franchir des estuaires ou des rias. Les deux piles en granite ont une hauteur de 37 mètres. Le pont est long de 237 mètres avec une portée centrale haubanée de 163 mètres. Le tablier, large de 4,65 mètres, est placé à 27 mètres au-dessus du Blavet.
L'ensemble est exploité de 1904 à 1979 et connaît plusieurs opérations de réparation ou de maintenance, principalement en 1941, puis de 1945 à 1947. Après son déclassement et la restauration effectuée par le Conseil général en 2013, la pile et la culée situées sur son territoire sont acquises par la ville de Kervignac. Les ouvrages, côté Lanester, restent en l'état.

### Second pont

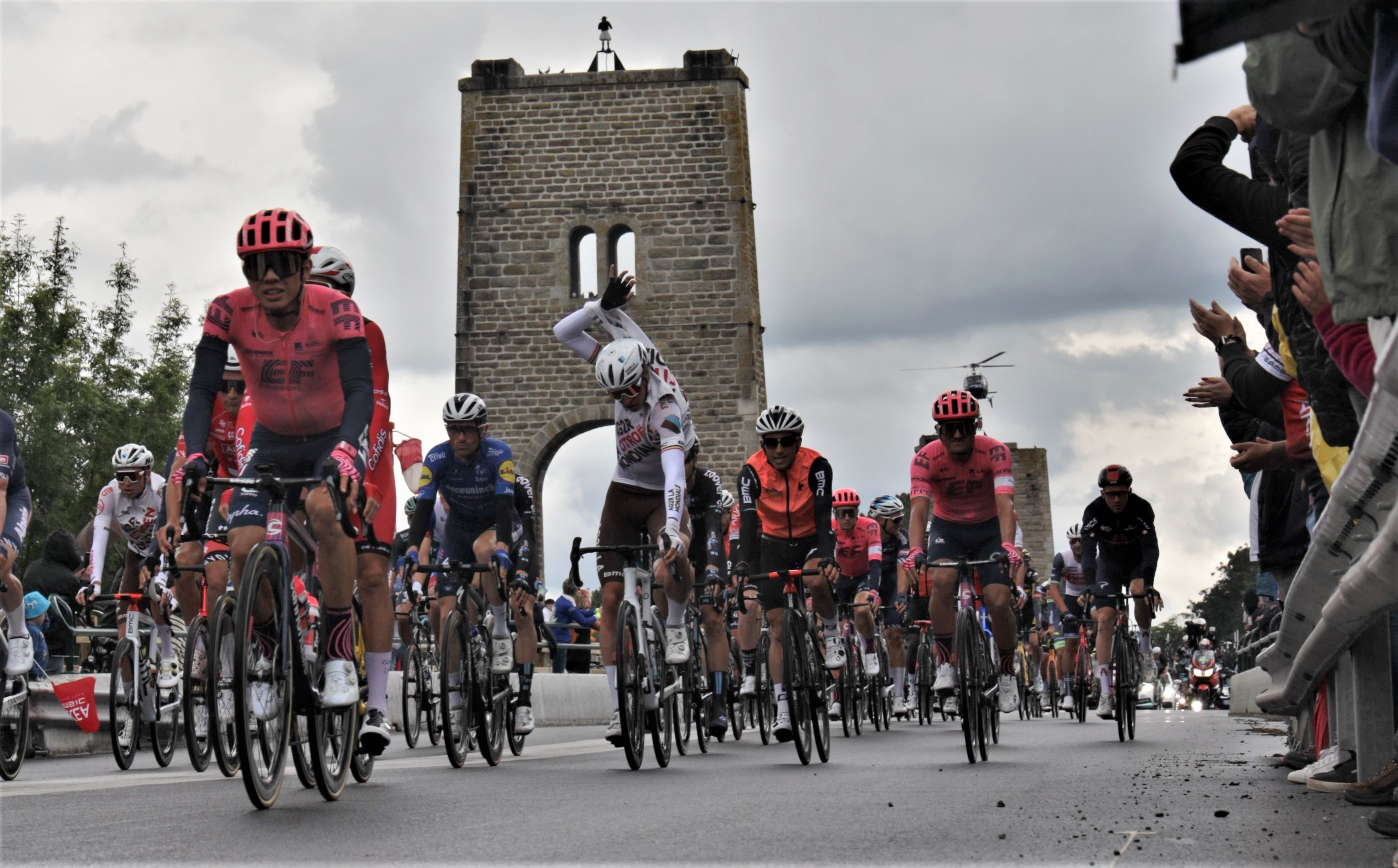
Passage de la 3e étape du Tour de France 2021 sur le pont.

Le second pont, conçu par Jacques Mathivat et construit de 1972 à 1974 par Campenon-Bernard, est un pont à encorbellement. Le tablier, en béton précontraint, est composé de trois travées de 67,95 m, 146,70 m et 67,95 m, pour une longueur totale de 282,60 m. Les piles sont en béton armé. Il est exploité sans interruption depuis 1974.

### Les statues
Les statues du pont du Bonhomme, réalisées en chêne polychrome par les sculpteurs lorientais Goanvic et Boëdec, furent dévoilées au public le 23 juillet 1905. Le personnage féminin, situé à l’ouest, tend une tabatière au personnage masculin, situé à l'est.
Une nuit de 1977, les deux statues installées au sommet du pont sont volées, puis déposées devant l'immeuble du journal La Liberté du Morbihan. Afin d'éviter une nouvelle disparition, un moulage est effectué en 1995 et les copies sont fixées sur les piliers du pont. Les originaux sont conservés à la mairie d'Hennebont et accessibles au public.